# Retin Obasohan
Retin Obasohan Ojomoh (Anversa, 6 luglio 1993) è un cestista belga con cittadinanza nigeriana.

## Carriera
Nella stagione sportiva 2016-17 milita nel campionato italiano di "Lega A" con la maglia della Sidigas Felice Scandone Avellino.

## Statistiche

### College
| Anno      | Squadra            | PG  | PT | MP   | TC%  | 3P%  | TL%  | RP  | AP  | PRP | SP  | PP   |
| --------- | ------------------ | --- | -- | ---- | ---- | ---- | ---- | --- | --- | --- | --- | ---- |
| 2012-2013 | Alabama Crim. Tide | 31  | 1  | 13,0 | 37,4 | 28,6 | 77,1 | 1,4 | 0,7 | 0,9 | 0,3 | 3,9  |
| 2013-2014 | Alabama Crim. Tide | 30  | 19 | 28,7 | 38,1 | 24,6 | 66,7 | 3,0 | 1,6 | 1,8 | 1,0 | 9,5  |
| 2014-2015 | Alabama Crim. Tide | 31  | 12 | 19,5 | 44,7 | 37,8 | 60,6 | 2,9 | 0,8 | 0,9 | 0,5 | 6,2  |
| 2015-2016 | Alabama Crim. Tide | 33  | 33 | 32,3 | 47,1 | 37,2 | 69,9 | 3,8 | 2,6 | 1,4 | 0,3 | 17,6 |
| Carriera  | Carriera           | 125 | 65 | 23,5 | 43,3 | 33,5 | 68,3 | 2,8 | 1,5 | 1,2 | 0,5 | 9,4  |

### Eurolega
| Anno      | Squadra  | PG | PT | MP   | TC%  | 3P%  | TL%  | RP  | AP  | PRP | SP  | PP  |
| --------- | -------- | -- | -- | ---- | ---- | ---- | ---- | --- | --- | --- | --- | --- |
| 2022-2023 | ASVEL    | 34 | 13 | 21,7 | 38,8 | 21,9 | 79,7 | 1,6 | 2,2 | 1,1 | 0,1 | 6,9 |
| Carriera  | Carriera | 34 | 13 | 21,7 | 38,8 | 21,9 | 79,7 | 1,6 | 2,2 | 1,1 | 0,1 | 6,9 |

## Palmarès

### Squadra
- Campionato ceco: 1

ČEZ Nymburk: 2020-2021
- Coppa della Repubblica Ceca: 1

ČEZ Nymburk: 2021
- Leaders Cup: 1

ASVEL: 2023

### Individuale
- All-Israeli League First Team: 1

Hapoel Gerusalemme: 2021-2022